# 高山企業
高山企業有限公司，簡稱高山企業（英語：Eminence Enterprise Limited，港交所：0616），在2003年11月19日起，由i100 Limited更名而來，前身為「亞洲聯盟集團有限公司」和「永義實業集團有限公司」。
現時業務是以物業投資，主席及總裁為鄺長添。總部位於香港九龍長沙灣。

## 連結
- eminence-enterprise.com